# 1971 în informatică
- 1970 în informatică — 1971 în informatică — 1972 în informatică

1971 în informatică a însemnat o serie de evenimente noi notabile:

## Evenimente
- noiembrie: Nutting Associates lansează jocul arcade Computer Space. Creat de Nolan Bushnell și Ted Dabney, este considerat primul joc video comercializat.

## Premiul Turing
- John McCarthy